# KkStB 66
| KFNB X / kkStB 66 / ČSD 314.3 / PKP TKh17 | KFNB X / kkStB 66 / ČSD 314.3 / PKP TKh17 | KFNB X / kkStB 66 / ČSD 314.3 / PKP TKh17 | KFNB X / kkStB 66 / ČSD 314.3 / PKP TKh17 |
| ----------------------------------------- | ----------------------------------------- | ----------------------------------------- | ----------------------------------------- |
| KFNB X 46 später kkStB 66.12              |                                           |                                           |                                           |
| Technische Daten                          |                                           |                                           |                                           |
| Nummernbereich                            | 35–46                                     | 47–56                                     | 57–71                                     |
| Bauart                                    | C n2t                                     | C n2t                                     | C n2t                                     |
| Zylinder-Ø                                | 430 mm                                    | 430 mm                                    | 430 mm                                    |
| Kolbenhub                                 | 600 mm                                    | 600 mm                                    | 600 mm                                    |
| Treibrad-Ø                                | 1186 mm                                   | 1186 mm                                   | 1186 mm                                   |
| Laufrad-Ø vorne                           | –                                         | –                                         | –                                         |
| Laufrad-Ø hinten                          | –                                         | –                                         | –                                         |
| fester Radstand                           | 3400 mm                                   | 3400 mm                                   | 3400 mm                                   |
| Gesamtradstand                            | 3400 mm                                   | 3400 mm                                   | 3400 mm                                   |
| Gesamtradstand + Tender                   | –                                         | –                                         | –                                         |
| Heizfl. d. Rohre                          | 96,0 m²                                   | 86,0 m²                                   | 86,0 m²                                   |
| Heizfl. d. Feuerbüchse                    | 7,60 m²                                   | 6,00 m²                                   | 6,00 m²                                   |
| Rostfl.                                   | 1,60 m²                                   | 1,40 m²                                   | 1,40 m²                                   |
| Dampfdruck                                | 13,0                                      | 13,0                                      | 13,0                                      |
| Gewicht (leer)                            | 34,9 t                                    | 32,9 t                                    | 33,1 t                                    |
| Adhäsionsgewicht                          | 42,0 t                                    | 41,1 t                                    | 41,8 t                                    |
| Dienstgewicht                             | 42,0 t                                    | 41,1 t                                    | 41,8 t                                    |
| Dienstgewicht + Tender                    | –                                         | –                                         | –                                         |
| Wasser                                    | 5,6 m³                                    | 5,6 m³                                    | 5,6 m³                                    |
| Kohle                                     | 2,0 m³                                    | 2,0 m³                                    | 2,0 m³                                    |
| Länge                                     | 9,370 m                                   | 9,370 m                                   | 9,370 m                                   |
| Länge + Tender                            | –                                         | –                                         | –                                         |
| Höhe                                      | 4,238 m                                   | 4,238 m                                   | 4,238 m                                   |

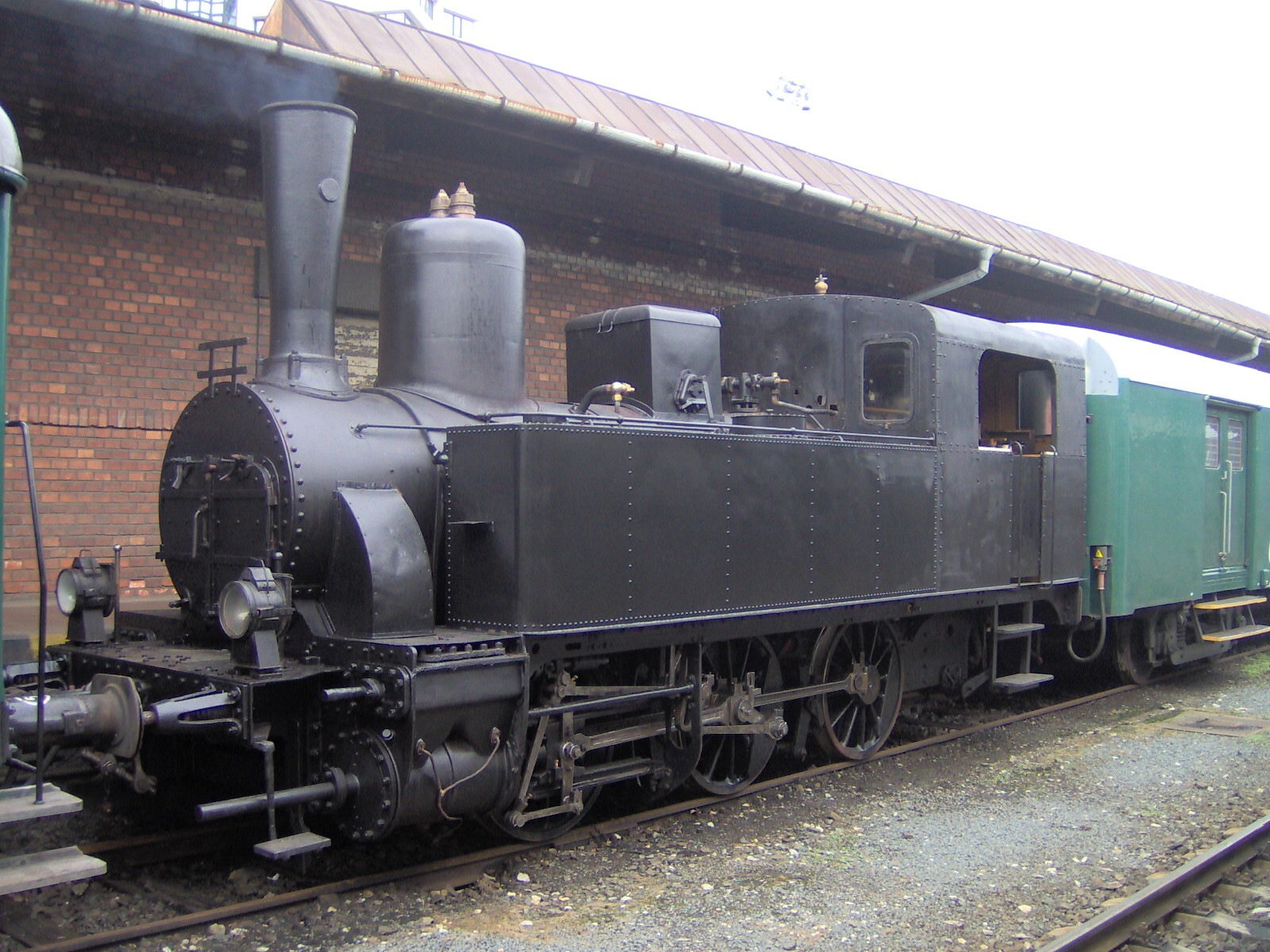
Museumslokomotive 314.303 in Olmütz (2009)

Die Dampflokomotivreihe kkStB 66 war eine Verschub-Tenderlokomotivreihe der kkStB, die ursprünglich von der KFNB stammte.
Die Maschinen der Reihe KFNB X wurden wegen des steigenden Lokomotivbedarfs im Rangierdienst beschafft, dem die eingesetzten Maschinen der Reihen KFNB VIII, KFNB Vc 2, KFNB VII und älteren 1B-Personen- und Güterzugloks nicht mehr gerecht wurden.
Die Lokomotivfabrik der StEG lieferte 1898 bis 1908 37 Stück dieser Lokomotiven der Achsfolge C, wobei die letzten 5 bereits nach der Verstaatlichung von der kkStB bestellt wurden.
Sie standen hauptsächlich in Dzieditz, Krakau, Mährisch Ostrau und Prerau in Verwendung.
Bei der kkStB wurde die KFNB X als Reihe 66 bezeichnet.
Nach dem Ersten Weltkrieg kam die Reihe 66 als Reihe TKh 17 zu den PKP (12 Stück) und als Reihe 314.3 zu den ČSD (24 Stück). Die 66.27 wurde von den PKP ausgeschieden, bevor sie in deren Nummernschema eingereiht wurde.
Die ČSD musterten die Reihe 314.3 bis 1965 aus. Eine Lokomotive hat als Werklokomotive bis in unsere Tage überlebt und befindet sich als 314.303 im betriebsfähigen Zustand.